# Danse tribale américaine
La danse tribale, aussi appelée danse tribale américaine, danse orientale tribale ou ATS (American Tribal Style Bellydance en anglais), est un style moderne de danse orientale créé en Californie. Si ses racines remontent aux années 1960 et 1970 avec Jamila Salimpour et Masha Archer, ce style s'est structuré et développé dans les années 1990 grâce à Carolena Nericcio-Bohlman. Sa principale caractéristique est d'être une danse de groupe semi-improvisée ; le vocabulaire de mouvements, le costume et la musique puisent dans différentes sources : Afrique du Nord et Moyen-Orient principalement, mais également Inde, Asie centrale, Europe de l'Est, Espagne...

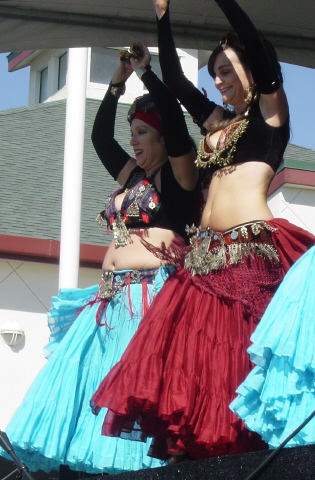
Danseuses ATS en Californie (2004).

## Histoire et origines
Lors de la Renaissance Pleasure Fair de 1968 à Berkeley, les élèves de Jamila Salimpour, professeur de danse orientale, scandalisent l'organisatrice de ce festival qui cherche à recréer un univers aussi historique et authentique que possible. Pour répondre à sa demande, Jamila travaille l'année suivante sur les origines de la danse orientale, ses racines tziganes comme ses styles traditionnels ; elle fonde une troupe, Bal Anat, qui présente un spectacle dont l'esthétique contraste avec la danse orientale pratiquée à l'époque dans les restaurants et les boîtes de nuit. On qualifiera plus tard ce style de " tribal ".
Avec Masha Archer, élève de Jamila Salimpour, apparaît la notion de tribu et d'improvisation guidée (lead and follow). Elle crée la troupe San Francisco Classic Dance Company, qu'elle dirige jusqu'au milieu des années 1980.
Puis Carolena Nericcio-Bohlman, élève de Masha Archer, fonde la troupe Fat Chance BellyDance (FCBD) en 1987 et travaille à codifier les mouvements. Cette dernière étape permet la définition d'un vocabulaire commun particulièrement nécessaire pour une bonne synchronicité des danseuses en improvisation guidée.
Ce style s'est progressivement développé aux États-Unis à partir de la fin des années 1990, avant de gagner l'Europe et le reste du monde. Sa diffusion a été aidée par le développement d'Internet, des forums de discussion et des réseaux sociaux.
A côté du format Fat Chance Bellydance, le plus connu et le plus répandu, existent d'autres formats de danse tribale semi-improvisée : Gypsy Caravan, BlackSheep Bellydance, Unmata, Saada, Datura...
Dans les années 2000, de l'ATS a émergé un nouveau style, la danse tribale fusion. Ses représentantes les plus connues sont Jill Parker, Rachel Brice, Mardi Love, Zoe Jakes...

## Caractéristiques
Ce style présente plusieurs caractéristiques majeures :
- une danse collective, reposant sur le principe de l'improvisation synchronisée en groupe, rendue possible par un vocabulaire commun et un système de cues ('signaux' ou 'clés' en français) ; les solos sont très rares ; il est possible de chorégraphier tout ou partie d'une performance, mais l'improvisation reste la règle ;

- l'emploi de mouvements issus des danses traditionnelles orientales et tziganes au sens large, stylisés de manière à faciliter l'improvisation en groupe ; ces mouvements sont classés en deux catégories : vocabulaire lent et vocabulaire rapide.

- un costume composé d'éléments traditionnels empruntés à différentes cultures : une ou deux jupes longues très amples portées sur un sarouel (pantalon bouffant) ; un choli (blouse courte indienne traditionnellement portée sous un sari) sous un soutien-gorge décoré ; une ceinture souvent superposée à un foulard autour des hanches ; un turban ou un hair garden (cheveux ornés de fleurs et de bijoux) ; de nombreux bijoux ethniques portés sur les bras et les poignets, autour du cou, sur la tête ; des tatouages éphémères (dessinés avec du khôl) d'inspiration berbère ; des sagattes (cymbalettes de doigts) pour accompagner la musique...

- une musique empruntée à différentes cultures (Afrique du Nord, Moyen-Orient, Europe de l'Est, Inde...), et fréquemment fusionnée avec des sonorités modernes.

L'ATS ne représente aucune tribu particulière, mais combine les vocabulaires (mouvements et costumes) de danses traditionnelles pour en recomposer une de toutes pièces.